# San Basilio (Galati Mamertino)
San Basilio (noto anche come San Basilio di Galati; Sammasili in siciliano) è una frazione di 595 abitanti di Galati Mamertino, comune italiano della città metropolitana di Messina in Sicilia.

## Geografia fisica
San Basilio è situata in una vallata circondata da una catena di monti appartenenti ai Nebrodi, area del Curatro, pizzo Rafa o San Giacomo, pizzo Scalì, pizzo Ucina, serra Dagara, serra del Re, portella Gazzana e Rocche del Crasto. È sita circa 95 km a ovest da Messina e 150 km a est da Palermo.
Posizionato a 689 m s.l.m., è attraversato dal fiume omonimo che alimenta la cascata del Catafurco, sito prevalentemente naturalistico ricadente all'interno del Parco dei Nebrodi, meta di numerosi fruitori.

## Monumenti e luoghi d'interesse

### Architetture religiose
- Chiesa di San Basilio Magno, costruita nel XX secolo, sita in via San Basilio. Risalente alla fine degli anni Quaranta, ma ultimata e aperta al culto solo nel 1963, custodisce la statua lignea del santo titolare, un Ecce Homo di scuola spagnola e un tabernacolo in legno dorato appartenente a papa Pio XII[senza fonte]. 38°00′56.19″N 14°46′46.41″E

## Società

### Tradizioni e folclore

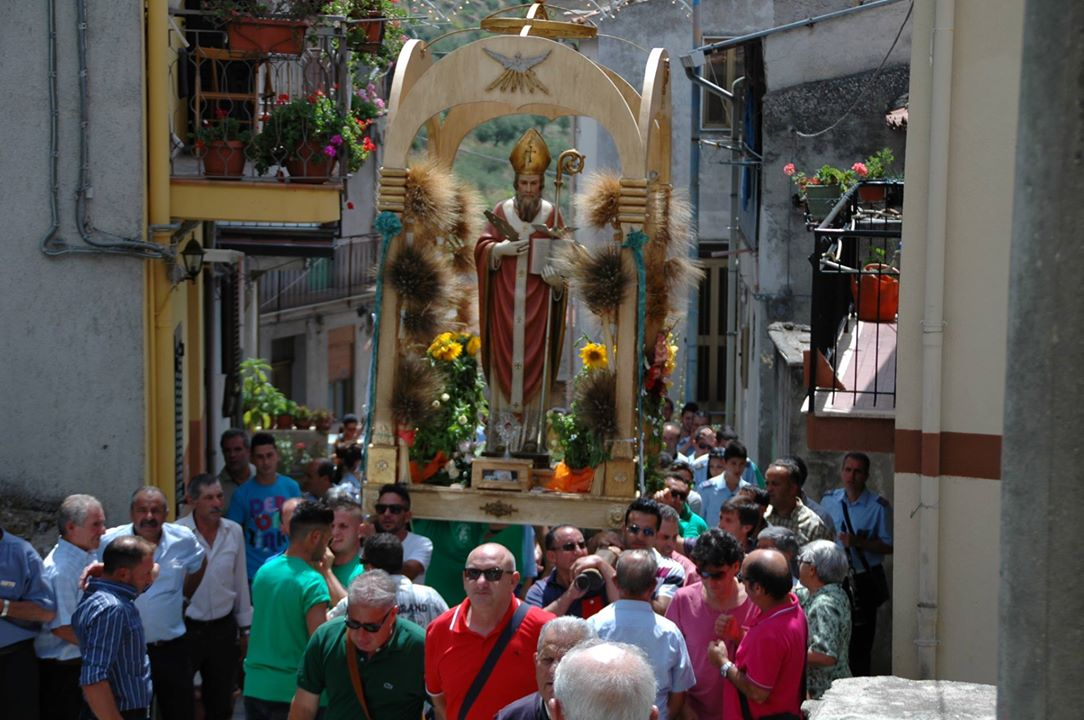
Processione di San Basilio Magno

La festa patronale di San Basilio Magno ricorre il 2 gennaio e la prima domenica d'agosto. Il simulacro sito nell'omonima chiesa, con la statua posta sulla "vara" addobbata con i tradizionali bastoni di basilico e i mazzi di spighe, è condotta a spalla dai numerosi portatori per tutte le vie di San Basilio.

## Cultura

### Istruzione

#### Scuole
A San Basilio il servizio scolastico è garantito dalla presenza della scuola d'infanzia e primaria "San Basilio" appartenenti all'istituto comprensivo "Longi" di Frazzanò, Galati Mamertino, Longi, Mirto e San Salvatore di Fitalia.

## Sport
A San Basilio aveva sede l'ASD San Basilio, contraddistinto dai colori sociali giallo-blu, che nel 2017 si è fuso con l'altra squadra comunale, la Mamertina, dando vita all'ASD Città di Galati. Nel 2018/2019 partecipa al campionato di Prima Categoria siciliana (girone C) disputando le gare interne nello stadio "Ducezio" di Galati Mamertino.